# Codex Petropolitanus
- Papyrus
- Onciale
- Minuscules
- Lectionnaire

Le Codex Petropolitanus, portant le numéro de référence  Π ou 041 (Gregory-Aland), ε 73 (Soden), est un manuscrit de vélin en écriture grecque onciale. 

## Description
Ce codex se compose de 350 folios. Il est écrit sur une colonne, à 21 lignes par page. Les dimensions du manuscrit sont 14,5 x 10,5 cm,. 
Les lettres ont les accents et les respirations.
Ce manuscrit contient les Évangiles avec de nombreuses lacunes (Matthieu 3:12-4:17, 19:12-20:2, Luc 1:76-2:18; Jean 6:15-35; 8:6-39; 9:21-10:3). Marc 16,18-20 est une addition du XIIe siècle. 
Les paléographes sont unanimes pour dater ce manuscrit du IXe siècle.

## Texte
Ce codex est une représentant du texte byzantin, proche du Codex Alexandrinus. Kurt Aland le classe en Catégorie V. 
Il est conservé à la Bibliothèque nationale russe (Gr. 34) à Saint-Pétersbourg,.